# Xysmalobium orbiculare
Xysmalobium orbiculare är en oleanderväxtart som först beskrevs av Ernst Meyer, och fick sitt nu gällande namn av David Nathaniel Friedrich Dietrich. Xysmalobium orbiculare ingår i släktet Xysmalobium och familjen oleanderväxter. Inga underarter finns listade i Catalogue of Life.